# MAXQDA
MAXQDAは、アカデミック分野、科学分野の機関、およびビジネス分野でのコンピューターによる質的、および混合研究法によるデータ、テキスト、マルチメディアの分析のために設計されたソフトウェアプログラムである。MAXQDAはベルリン（ドイツ）を本拠とするVERBI Softwareによって開発、および販売されている。
MAXQDAは質的、量的分析、および混合研究法による調査のために設計されている。その質的調査を超えた特徴は卓越した属性機能（プログラムでは変数とも呼ばれます）と、多数のインタビューを比較的迅速に処理するプログラムの可能性にある。

## 製品

### MAXQDA Standard
macOSとWindows対応のMAXQDA Standard版は質的データのオーガニゼーションと分析のためのツールを備えている。それにはテキスト、音声、画像、ビデオ、参考文献ファイル、およびサーベイデータ、ツイッターのツイート、フォーカスグループの文字起こしが含まれる。データは4スクリーンウィンドウ上でコードやメモと共に分析される。MAXQDAの図解化の機能とエクスポートのオプションはプレゼンテーション化を円滑に実現する。MAXQDAはデータの量的分析のためのいくつかのツールを備えている（例えば混合研究法のツール）。

### MAXQDA Plus
MAXQDA PlusはMAXQDAを拡張させたバージョンで、MAXDictioモジュールを含んでいる。MAXDictioは辞書の作成、そしてテキストファイルの検索とフィルターのために使われる。語彙と単語の頻度分析は質的な研究結果のサポートに使われる。

### MAXQDA Analytics Pro
MAXQDA Analytics Proは最上位版のMAXQDAである。MAXDictionモデュールに加えて、質的データの統計分析のための包括的なモデュールを搭載している。｢Stats｣モデュールはMAXQDAプロジェクトデータを統計的に分析したり、また ExcelやSPSSの外部の量的データセットにインポートしたり作業したりできるツールを提供する。

### MAXQDA Reader
MAXQDA ReaderによってMAXQDAプロジェクトをライセンス無しで読んだり検索したりできる。プロジェクトの編集はできない。 

### MAXApp
MAXAppはAndroidとiOSで無料使用が可能な携帯アプリで、MAXQDAの基本的な機能を備えている。フィールド調査でコーディングやメモの作成ができ、それらを続けてコンピューター、またはMAXQDAのプロジェクトにエクスポートすることができる。

## バージョン履歴
- 1989年　MAX（DOS）
- 2001年　MAXqda（Windows）
- 2003年　MAXDictio（量的テキスト分析機能が加わる）
- 2005年　MAXMaps（図解マッピング機能が加わる）
- 2007年　MAXQDA2007年（Windows）
- 2010年　MAXQDA10（Windows）
- 2012年　MAXQDA11（Windows）
- 2012年　MAXApp iOS対応（iOS App）
- 2014年　MAXApp Android対応（Android App）
- 2014年　MAXQDA11（OS X）
- 2015年　MAXQDA12（WindowsとOS Xに対応）
- 2016年　VERBI社はMAXQDA BaseとMAXQDA Analytics Proの2種の新製品を発売
- 2017年　MAXQDA2018（WindowsとmacOSに対応）
- 2019年　MAXQDA2020（WindowsとmacOSに対応）

## MAXQDA2020 の特性
- テキスト文書、表、音声、ビデオ、画像、ツイッターのツイート、およびサーベイのインポート
- データはプロジェクトファイルに格納
- データを読み、編集し、コーディングする
- 文書の一部と他の一部とをリンクする
- メモで注釈をつける
- 図解化のオプション（異なる文書内の多数のコード等）
- デモグラフィックの情報（属性） をSPSSやExcelからインポート、およびそこへエクスポートする
- SurveyMonkeyからオンラインサーベイをインポートする
- ウェブサイトをフリーのブラウザでインポートしてMAXQDA Web Collectorに加える
- 単語の検索とタグ付け
- 音声とビデオファイルの文字起こし
- 内部プログラム メディアプレーヤー
- データをジオリファレンスとリンクする（*.kml）
- 内容を要約するためのツール
- 絵文字とシンボルでコーディングする
- テキスト、Excel、HTML、XMLや特別のレポートにエクスポートする
- 頻度表やチャートを作成する
- ユーザ管理
- 質的データの統計分析

## 文学
- Juliet Corbin and Anselm Strauss: Basics of Qualitative Research: Techniques and Procedures for Developing Grounded Theory, 3rd edition, 2008, Sage Publications, Los Angeles, London, New Delhi, Singapore
- Ann Lewins and Christina Silver: Using Software in Qualitative Research: A Step-by-Step Guide, 2nd edition, 2014, Sage Publications, Los Angeles, London, New Delhi, Singapore